# Vahlde
Vahlde is een gemeente in de Duitse deelstaat Nedersaksen. De gemeente maakt deel uit van de Samtgemeinde Fintel in het Landkreis Rotenburg (Wümme).
Vahlde telt 683 inwoners.

## Geografie, infrastructuur
De gemeente, die economisch hoofdzakelijk van de landbouw en het toerisme afhankelijk is, bestaat uit drie delen, te weten:
- het hoofddorp Vahlde, dat 6 km ten oosten van Lauenbrück, het hoofddorp van de Samtgemeinde Fintel, is gelegen;
- het aan de spoorlijn Bremen- Hamburg gelegen dorpje Riepe, dat 4 km ten oosten van Lauenbrück en 4 km ten noord-noordwesten van Vahlde ligt. Een strook land tussen Riepe en Vahlde is gemeente Lauenbrück; Riepe is zodoende een exclave van de gemeente Vahlde in de gemeente Lauenbrück.
- het gehucht Benkeloh, 2 km ten zuidwesten van Vahlde.

Incidenteel rijden op werkdagen bussen tussen Lauenbrück en Fintel (3 km ten zuidoosten van Vahlde), die ook een bushalte in Vahlde aandoen. Het dorpje Riepe ligt aan de spoorlijn, maar het dichtstbijzijnde station staat in Lauenbrück.
Zie ook: Samtgemeinde Fintel.

## Geschiedenis

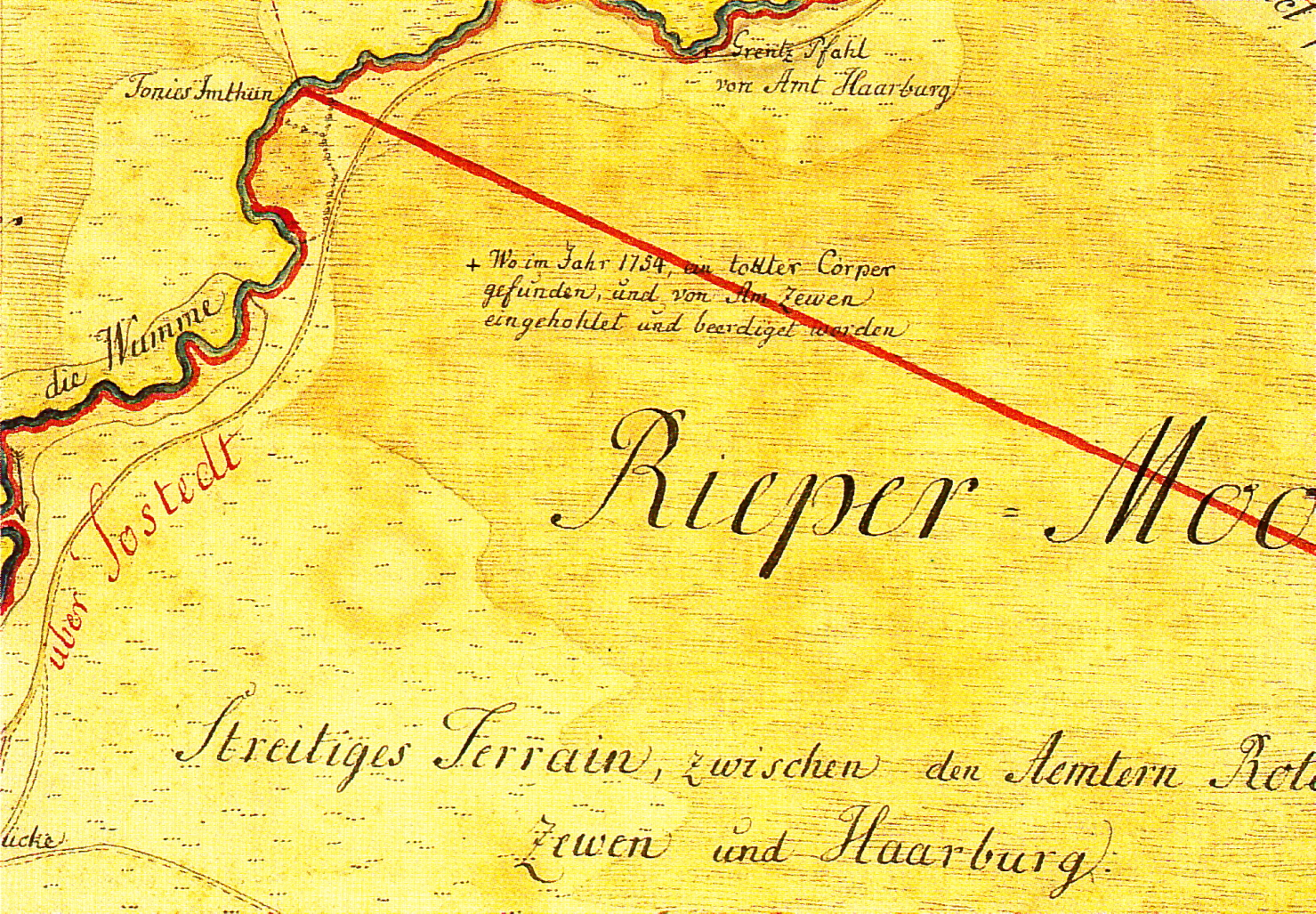
Kaart nummer 29[2] met vindplaats Veenlijk Rieper Moor

Het dorp Vahlde wordt in 1180 voor het eerst in een document vermeld, dat in relatie staat tot de bisschop van Verden. Daarin wordt het plaatsje Valentlo genoemd.
In 1754 werd door een turfsteker in het veen bij Riepe op één meter diepte een veenlijk ontdekt, het tweede veenlijk dat ooit in Duitsland gevonden werd. Daar archeologisch onderzoek naar veenlijken in die tijd nog onbekend was, werd het stoffelijk overschot alleen gerechtelijk onderzocht; toen bleek, dat er geen sprake was van een recente moord op deze persoon, werd het lijk op een kerkhof te Zeven begraven. Op een 18e-eeuwse kaart , zie afbeelding, is de vindplaats aangekruist met de opmerking: Wo im Jahr 1754, ein todter Corper gefunden, und von Amt Zewen eingehohlet und beerdiget worden. Bij het lichaam lagen oude, wollen kledingresten, waar enkele fragmenten van in 2009 zijn teruggevonden. Het jaar daarop is een C14-datering hiervan uitgevoerd. Daaruit bleek, dat deze kledingfragmenten dateren uit de periode van 253–348 na Chr.
In 1956 werd een kanalisering van de Fintau voltooid. Die diende, om de regelmatige overstromingen te beëindigen en in het oevergebied van deze beek landbouwgrond te creëren. In 2007 werden deze maatregelen in het kader van natuurherstel weer ongedaan gemaakt. Wel is, na een overstroming in 2008, bij Lauenbrück een hoogwaterkering gebouwd, bij de monding van de Fintau in de Wümme.
In 1970 ging Vahlde deel uitmaken van de in dat jaar in het leven geroepen Samtgemeinde Fintel.

## Natuurschoon, recreatie
- Door Vahlde loopt de beek Fintau en de zijbeek daarvan met de naam Ruschwede. Deze watertjes en hun oevers zijn ecologisch waardevol, daarom mogen ze niet worden betreden. De Fintau mondt te Lauenbrück uit in de Wümme.
- Natuurreservaat Kinderberg und Stellbachniederung (261 hectare), met bos, zanderige duinen, heide, veen enz., ligt ten noordwesten van Riepe, aan de noordkant van de spoorlijn Hamburg<>Bremen. Direct ten oosten hiervan ligt een fraai meertje, de Rieper See.
- In het dorpje Riepe, aan de spoorlijn, staat sinds 1984 een bij jongeren tot ver in de omtrek populaire discotheek met de naam Padam.

## Afbeeldingen

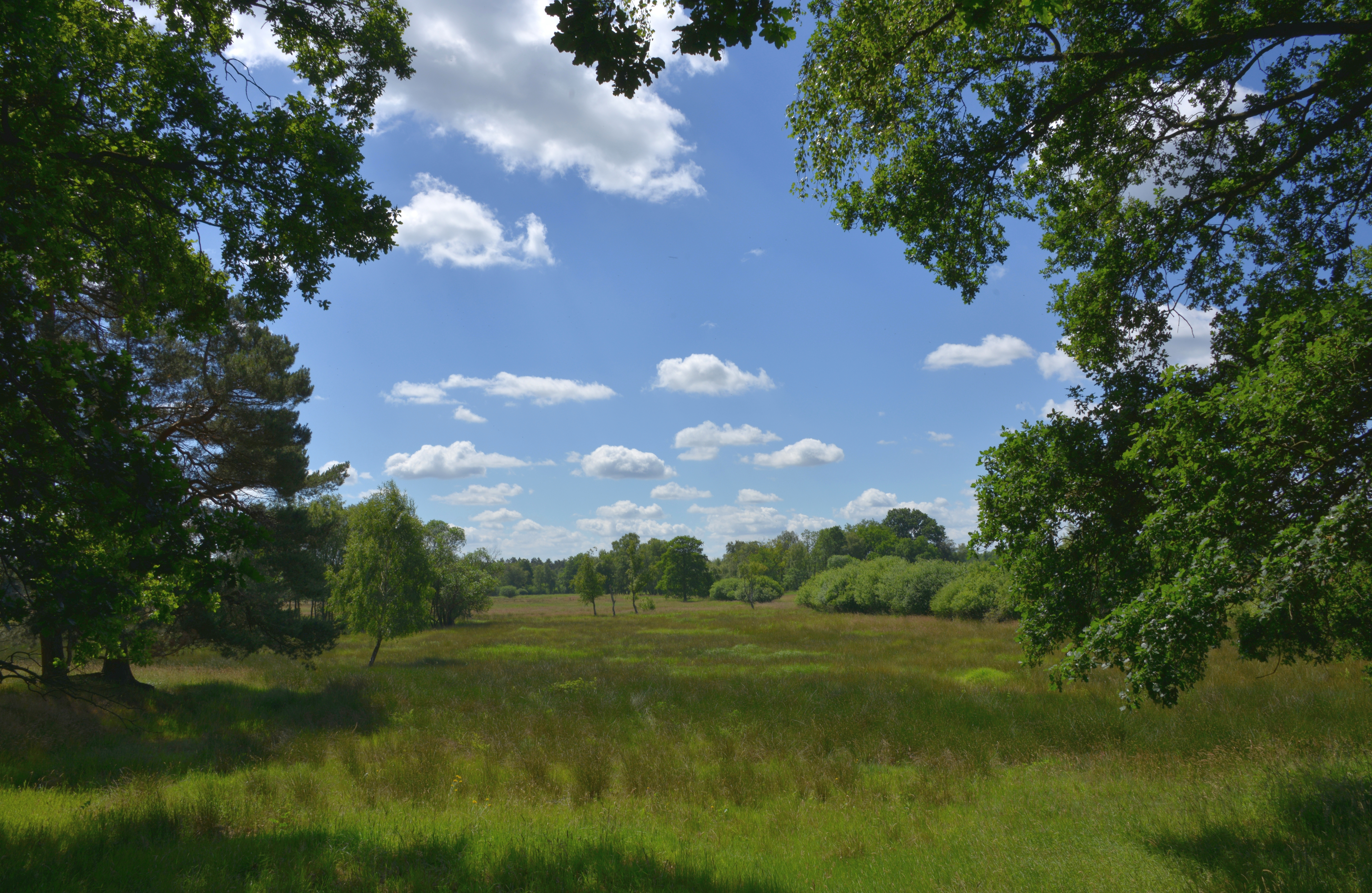
In het natuurreservaat Kinderberg und Stellbachniederung
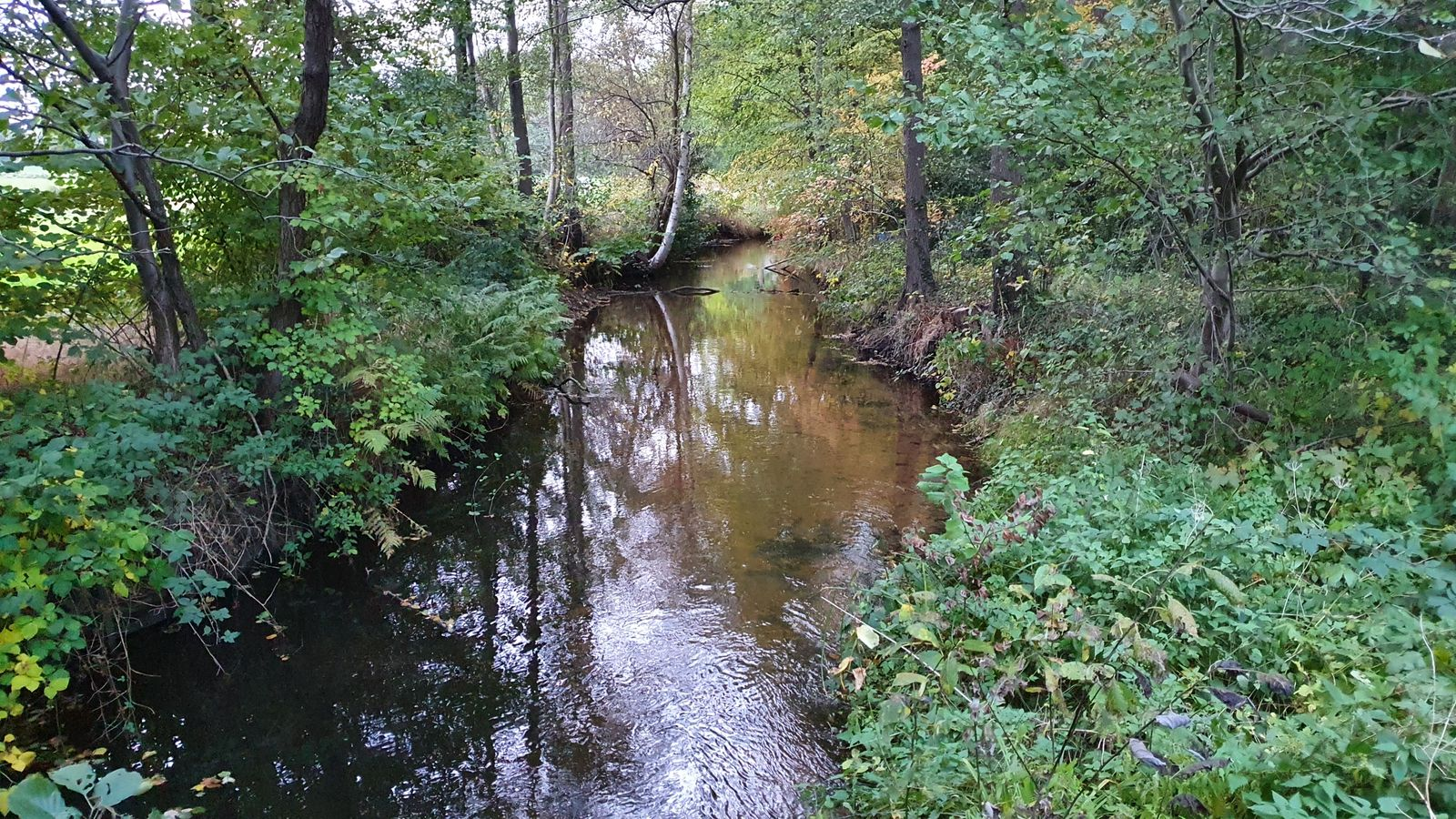
De beek Fintau bij Vahlde
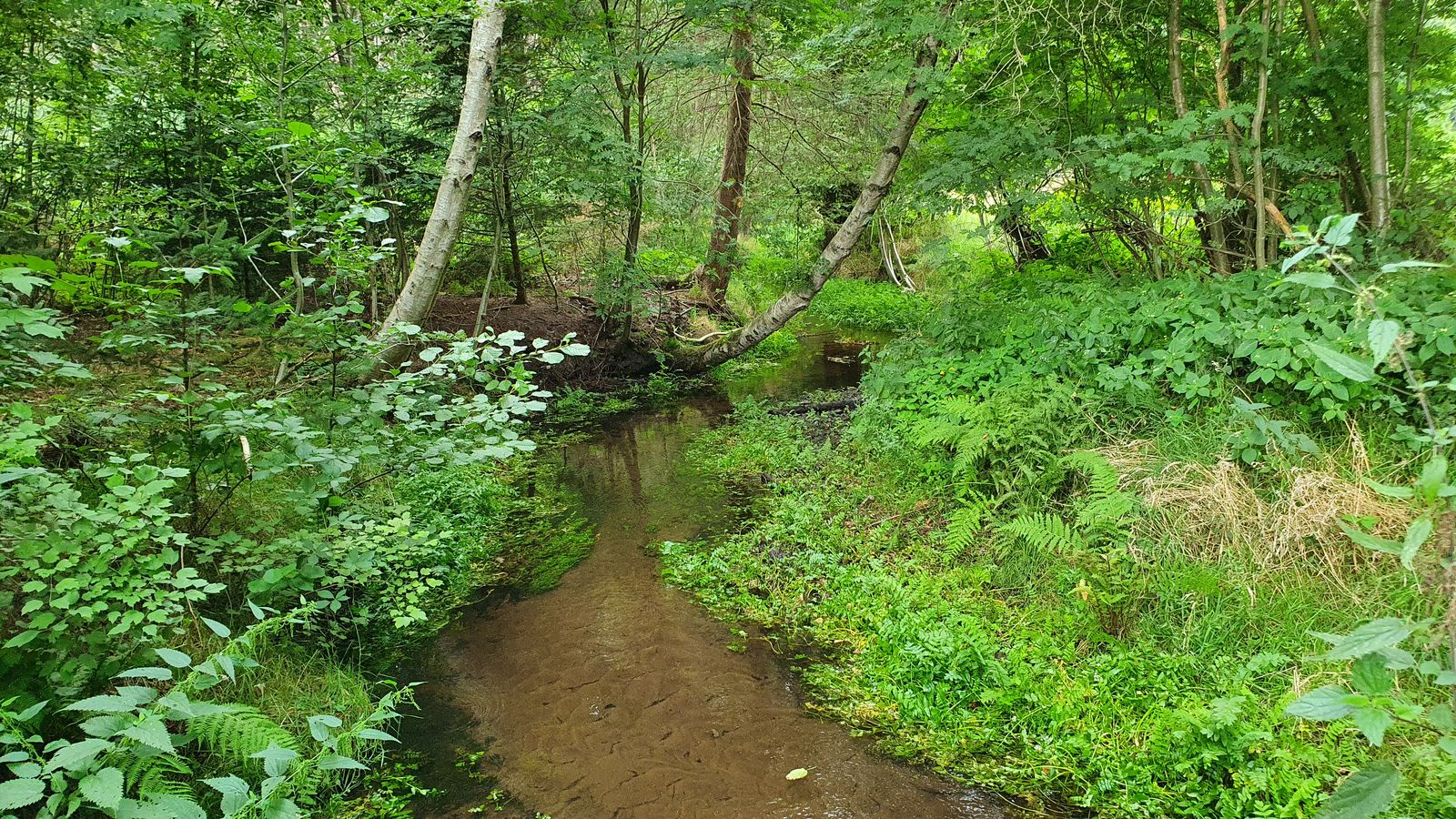
De beek Ruschwede